# Ante Ešegović
Ante Ešegović (* 12. April 1996 in Bregenz) ist ein österreichischer Handballspieler.

## Karriere
Der gebürtige Bregenzer begann in seiner Jugend bei Bregenz Handball Handball zu spielen. Am 24. September 2011 bestritt er, im Alter von 15 Jahren, sein erstes unter 20 Spiel für die Vorarlberger. Eine Saison später stand er, am 10. November 2012, gegen den HC Linz AG zum ersten Mal im Kader der ersten Mannschaft. Sein erstes Tor im Männerhandball erzielte Ešegović am 5. September 2013 gegen die SG Handball West Wien. Nach der Saison 2015/16 wurde er zum „Newcomer des Jahres“ gewählt. Nach der Saison 2021/22 beendet er seine Karriere. In seiner letzten Saison konnte sich Ešegović, mit dem Sieg im ÖHB-Cup, einen nationalen Titel sichern.
In der Saison 2014/15 nahm er mit dem österreichischen Jugendnationalteam des Jahrganges 1994 am unteren Play-off der Handball Liga Austria teil. Als Teil dieser Mannschaft erzielte er 20 Treffer, wobei er neun davon vom Siebenmeterpunkt verwandelte. 2015/16 lief er erneut für ein Jugendnationalteam im unteren Play-off der Liga auf, mit 28 Toren war er der beste Schütze seines Teams. Nach mehreren Einsätzen für die Nachwuchs-Nationalteams spielt er für die Österreichische Männer-Handballnationalmannschaft.

## HLA-Bilanz
| 2012/13   | Bregenz Handball                                                | HLA                                                             | 0                                                               | 0/0                                                             | 0                                                               |                                                                 |                                                                 |                                                                 |                                                                 |                                                                 |
| 2013/14   | Bregenz Handball                                                | HLA                                                             | 14                                                              | 0/0                                                             | 14                                                              |                                                                 |                                                                 |                                                                 |                                                                 |                                                                 |
| 2014/15   | Bregenz Handball                                                | HLA                                                             | 124                                                             | 105/136                                                         | 19                                                              |                                                                 |                                                                 |                                                                 |                                                                 |                                                                 |
| 2015/16   | Bregenz Handball                                                | HLA                                                             | 135                                                             | 64/87                                                           | 71                                                              |                                                                 |                                                                 |                                                                 |                                                                 |                                                                 |
| 2016/17   | Bregenz Handball                                                | HLA                                                             | 111                                                             | 30/46                                                           | 81                                                              |                                                                 |                                                                 |                                                                 |                                                                 |                                                                 |
| 2017/18   | Bregenz Handball                                                | HLA                                                             | 48                                                              | 12/20                                                           | 36                                                              |                                                                 |                                                                 |                                                                 |                                                                 |                                                                 |
| 2018/19   | Bregenz Handball                                                | HLA                                                             | 59                                                              | 19/30                                                           | 40                                                              |                                                                 |                                                                 |                                                                 |                                                                 |                                                                 |
| 2019/20   | Saison aufgrund der COVID-19-Pandemie in Österreich abgebrochen | Saison aufgrund der COVID-19-Pandemie in Österreich abgebrochen | Saison aufgrund der COVID-19-Pandemie in Österreich abgebrochen | Saison aufgrund der COVID-19-Pandemie in Österreich abgebrochen | Saison aufgrund der COVID-19-Pandemie in Österreich abgebrochen | Saison aufgrund der COVID-19-Pandemie in Österreich abgebrochen | Saison aufgrund der COVID-19-Pandemie in Österreich abgebrochen | Saison aufgrund der COVID-19-Pandemie in Österreich abgebrochen | Saison aufgrund der COVID-19-Pandemie in Österreich abgebrochen | Saison aufgrund der COVID-19-Pandemie in Österreich abgebrochen |
| 2020/21   | Bregenz Handball                                                | HLA                                                             | 35                                                              | 11/15                                                           | 24                                                              |                                                                 |                                                                 |                                                                 |                                                                 |                                                                 |
| 2012–2021 | gesamt                                                          | HLA                                                             | 526                                                             | 241/334 (72 %)                                                  | 285                                                             |                                                                 |                                                                 |                                                                 |                                                                 |                                                                 |

## Erfolge
- 1× HLA „Newcomer des Jahres“ 2015/16
- 1× Österreichischer Pokalsieger 2021/22